# Вінфілд (Міссурі)
Вінфілд (англ. Winfield) — місто (англ. city) в США, в окрузі Лінкольн штату Міссурі. Населення — 1518 осіб (2020).

## Географія
Вінфілд розташований за координатами 38°59′40″ пн. ш. 90°44′38″ зх. д. / 38.99444° пн. ш. 90.74389° зх. д. (38.994374, -90.743783).  За даними Бюро перепису населення США в 2010 році місто мало площу 1,66 км², уся площа — суходіл.

## Демографія
Згідно з переписом 2010 року, у місті мешкали 1404 особи в 525 домогосподарствах у складі 360 родин. Густота населення становила 846 осіб/км².  Було 568 помешкань (342/км²).
Расовий склад населення:
| - 97,0 % — білих - 0,4 % — чорних або афроамериканців - 0,3 % — азіатів - 0,1 % — вихідців з тихоокеанських островів |

До двох чи більше рас належало 1,3 %. Частка іспаномовних становила 1,3 % від усіх жителів.
За віковим діапазоном населення розподілялося таким чином: 28,4 % — особи молодші 18 років, 63,1 % — особи у віці 18—64 років, 8,5 % — особи у віці 65 років та старші. Медіана віку мешканця становила 31,0 року. На 100 осіб жіночої статі у місті припадало 99,4 чоловіків;  на 100 жінок у віці від 18 років та старших — 93,3 чоловіків також старших 18 років.
Середній дохід на одне домашнє господарство  становив 57 951 долар США (медіана — 48 750), а середній дохід на одну сім'ю — 66 696 доларів (медіана — 57 279). Медіана доходів становила 41 917 доларів для чоловіків та 40 938 доларів для жінок. За межею бідності перебувало 23,9 % осіб, у тому числі 29,0 % дітей у віці до 18 років та 19,9 % осіб у віці 65 років та старших.
Цивільне працевлаштоване населення становило 653 особи. Основні галузі зайнятості: освіта, охорона здоров'я та соціальна допомога — 19,8 %, виробництво — 18,4 %, роздрібна торгівля — 13,5 %, науковці, спеціалісти, менеджери — 11,3 %.